# Stefan MacGill
Stephan Clive MacGill (5 d'octubre de 1948) és un esperantista novazelandès resident a Hongria.
Ha estat vicepresident de l'Associació Mundial de Joves Esperantistes (TEJO), president de la Lliga Internacionals de Professors d'Esperanto (ILEI) i vicepresident de l'Associació Mundial d'Esperanto (UEA). El 15 de desembre de 2016, en ocasió de l'aniversari del naixement del creador de la llengua, Lluís Llàtzer Zamenhof, Stefan McGill va ser escollit esperantista de l'any per la revista La Ondo de Esperanto. És autor d'una extensa obra pedagògica en esperanto, centrada en l'ensenyament de la llengua.

## Obres
- 1979 – La laŭta vekhorloĝo. 32 p. Llibre de lectura
- 1981 – Tridek roluloj. 84 p. Cinc obres de teatre per aprenents de la llengua
- 1985 – Pordoj. 88 p. Obres de teatre senzilles per aprenents de la llengua
- 1986 – Streĉ' eĉ, Steĉj Skeĉ'. 88 p. Contes divertits amb certa dificultat
- 1989 – La laŭta vekhorloĝo. 200 p. HEA. Quatre contes amb exercicis
- 1989 – Gvidilo por la elementa kaj meza niveloj de la internaciaj ekzamenoj de UEA/ILEI
- 1991 – Najbaroj kaj boroj. 216 p. Edistudio. Dues obres de teatre amb exercicis
- 1991 – Tendaraj tagoj: quadern 1(1991), quadern 2 (1992), quadern 3 (1993)
- 1996 – Mazi en Gondolando. Traducció i material de suport
- 1998 – Exercicis per a la pel·lícula ‘Pasporto al la Tuta Mondo’
- 2006 – Contribueix a Manlibro de Esperanto, ILEI, 200 p.
- 2007 – Nemave Edifi, FEL, 264 p. Quatre obres de teatre i set contes